# Аракарі
Аракарі (Pteroglossus) — рід птахів родини туканових (Ramphastidae). Включає 14 видів.

## Поширення
Аракарі поширені у Неотропіках від південної Мексики до Аргентини. 

## Опис
Характерним для роду є яскраве оперення птахів. У них довгий ступінчастий хвіст і досить струнка статура. Верхня сторона, як правило, темна або оливково-зелена. Гузка зазвичай червона. На шиї, як правило, каштаново-коричневий або червоний нашийник. Груди і живіт у більшості видів жовті з червоною або чорно-червоною смугою. 

## Спосіб життя
Ці птахи живуть групами і населяють густі реліктові ліси, ночуючи в дуплах. Усі види в основному фруктоїдні, але живляться також і комахами і іншою дрібною здобиччю. Вони будують гніздо в дуплах, де відкладають 2-4 білі яйця.

## Класифікація
Рід включає 14 видів:
- Pteroglossus viridis — аракарі чорноголовий
- Pteroglossus inscriptus — аракарі синьобровий
- Pteroglossus bitorquatus — аракарі червоношиїй
- Pteroglossus azara — аракарі чорногрудий
- Pteroglossus mariae — аракарі бронзоводзьобий
- Pteroglossus aracari — аракарі чорношиїй
- Pteroglossus castanotis — аракарі каштановошиїй
- Pteroglossus pluricinctus — аракарі смугастоволий
- Pteroglossus torquatus — аракарі плямистоволий
- Pteroglossus sanguineus — аракарі смугастодзьобий
- Pteroglossus erythropygius — аракарі еквадорський
- Pteroglossus frantzii — аракарі червонодзьобий
- Pteroglossus beauharnaesii — аракарі кучерявий
- Pteroglossus bailloni —— андигена золотогуза